# Citation militaire britannique

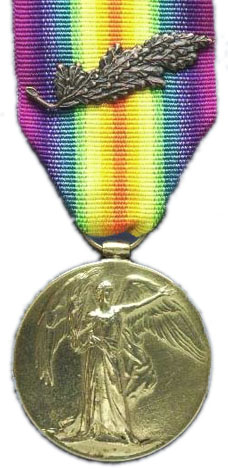
Exemple de médaille de la victoire (Victory Medal) 1914-1918 avec la feuille de chêne indiquant une citation.

La citation militaire britannique (en anglais, Mentioned in Dispatches) est une distinction militaire récompensant la bravoure au combat.
L’armée britannique ne décerne pas de décoration comparable à la croix de guerre ou à la croix de la Valeur militaire françaises  — sur le ruban desquelles une citation, selon son degré d’importance, est représentée par une étoile de bronze, d’argent ou de vermeil, ou une palme de bronze — ni à la Bronze Star Medal et à la Silver Star américaines.
Par contre le fait d’avoir été cité (Mention in Dispatches) dans The London Gazette (le journal officiel britannique), pour récompenser une conduite valeureuse mais insuffisante pour entraîner l'attribution d'une décoration, donne le droit d'arborer une palme de bronze en forme de feuille de chêne (oak leaf) sur le côté gauche de la poitrine puis, quand elle est instaurée, sur le ruban de la médaille commémorative correspondant aux opérations : Première Guerre mondiale (Victory Medal), Seconde Guerre mondiale (War Medal 1939-1945), guerre de Corée (Korea Medal), General Service Medal (1918-1962) et General Service Medal (1962).
Ces deux dernières médailles commémoratives ont des agrafes correspondantes aux différents théâtres d’opérations à l’image de la médaille commémorative française créée en 1995.
La feuille de chêne est le premier niveau de récompense, pour faits de guerre, pouvant être accordé à un militaire de tout grade et de toutes armes (Terre, Air, Mer). 
Toutefois aucune lettre post-nominale n'existe pour cette distinction mais, comme abréviation, on voit souvent la formule MiD.
Dans la hiérarchie des décorations françaises, elle correspond à la croix de guerre ou de la valeur militaire avec palme.
Jusqu'à la réforme de 1993, la hiérarchie des distinctions était donc la suivante :
- pour les officiers de l'armée de terre (Army) : Victoria Cross, Distinguished Service Order, Military Cross, Mentioned in Dispatches
- et pour les sous-officiers et hommes du rang, Victoria Cross, Distinguished Conduct Medal, Military Medal, Mentioned in Dispatches.

Remarque : La Conspicuous Gallantry Cross remplace depuis 1993 le Distinguished Service Order (DSO) pour bravoure — le DSO est désormais attribué pour faits de commandement — et la Distinguished Conduct Medal, quant à elle, est supprimée.
|  | Victory Medal               | Première Guerre mondiale             |
|  | Naval General Service Medal | Campaign Service (1920 et plus tard) |
|  | General Service Medal       | Campaign Service (1920 -1962)        |
|  | War Medal 1939-1945         | Seconde Guerre mondiale              |
|  | Korea Medal                 | Guerre de Corée                      |
|  | General Service Medal (en)  | Campaign Service (1962 - 2007)       |
|  | Vietnam Medal (en)          | Guerre du Viêt Nam                   |
|  | Gulf Medal (en)             | Guerre du Golfe                      |